# Fuego cruzado

Representación de fuego cruzado.

Fuego cruzado (también conocido como fuego entrelazado) es una locución usada en jerga militar para designar el fuego que se hace contra un blanco desde varios lados, generalmente opuestos. Esta táctica saltó a la fama en la Primera Guerra Mundial.
Situar las armas de esta manera es un ejemplo de la aplicación del principio defensivo de apoyo mutuo. La ventaja de colocar armas que se apoyen mutuamente es que es difícil para un atacante encontrar un enfoque cubierto para cualquier posición defensiva. El uso de armaduras, apoyo aéreo, apoyo de fuego indirecto y sigilo son tácticas que pueden utilizarse para asaltar una posición defensiva. A principios del siglo XX cuando se combinó con minas terrestres, francotiradores, alambre de púas y cobertura aérea, el fuego cruzado se convirtió en una táctica difícil de contrarrestar.